# Théâtre des Bouffes-Parisiens
Das Théâtre des Bouffes-Parisiens (auch kurz Bouffes-Parisiens) ist ein Theater in Paris im 2. Arrondissement in der Rue Monsigny Nr. 4.

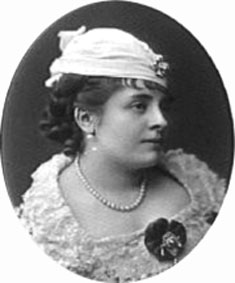
Nadar: Die Schauspielerin Anna Judic in der Rolle der Kreolin in La Créole im Théâtre des Bouffes Parisiens

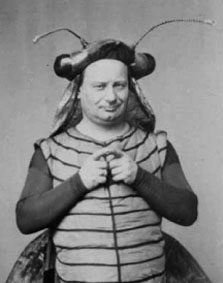
Nadar: Der Schauspieler Désiré in der Rolle des Jupiter in Orpheus in der Unterwelt im Théâtre des Bouffes Parisiens

## Geschichte
Gegründet wurde das Theater am 5. Juli 1855 vom Komponisten Jacques Offenbach. Es waren ihm zunächst nur Einakter mit nicht mehr als vier Personen auf der Bühne gestattet. Als „Opéra-bouffe“ bezeichneten sich viele Werke Offenbachs nach dem Vorbild der älteren Opéra comique (die in Deutschland und Österreich als „Operette“ beziehungsweise als „Burleske Oper“ oder „Travestie-Operette“ bezeichnet und gespielt wurden), daher nannte Offenbach auch das von ihm gegründete Theater entsprechend. Offenbach war zuvor musikalischer Leiter des Théâtre Français gewesen. Seine dort geknüpften Beziehungen zu hohen Staatsbeamten halfen ihm wesentlich, die Lizenz für sein neues Theater zu erhalten.
Als Bühnenkomponist war er bisher nicht hervorgetreten, die etablierten Pariser Theater führten seine Stücke nicht auf. Erst mit der Eröffnung seines eigenen Theaters wurde er im Paris der Weltausstellung zum Star. Dabei zielte er von vornherein auf ein sozial besser gestelltes Publikum ab, wie man aus der Kleiderordnung ersehen kann, die Frack und weiße Handschuhe wie in der Grand opéra vorsah.
Mit dem Einakter Les Deux Aveugles (Die beiden Blinden) eröffnete Offenbach die Bouffes-Parisiens. Sieben Jahre später gab er die Leitung des Theaters ab. Im Théâtre des Bouffes-Parisiens erlebten neben Offenbachs Operetten Stücke von Hervé, Emmanuel Chabrier und Henri Christiné ihre Uraufführung.
Das Theater existiert auch heute noch und spielt hauptsächlich zeitgenössische Komödien.
2005 fand im Rahmen des Jacques-Offenbach-Festivals Bad Ems ein Symposion zur Gründungsgeschichte der Bouffes-Parisiens bzw. zur frühen Operette und ihrem Umfeld statt.